# Киселевка (Болотнинський район)
Киселевка (рос. Киселевка) — присілок у Болотнинському районі Новосибірської області Російської Федерації.
Входить до складу муніципального утворення Єгоровська сільрада. Населення становить 15 осіб (2010).

## Історія
Згідно із законом від 2 червня 2004 року органом місцевого самоврядування є Єгоровська сільрада.

## Населення
| 2002 | 2007 | 2010 |
| ---- | ---- | ---- |
| 31   | ↘20  | ↘15  |